# Podlesí (Horní Police)
Podlesí (německy Waldeck, do roku 1948 česky Valdek) je malá vesnice, část obce Horní Police v okrese Česká Lípa. Nachází se asi 1,5 km na jih od Horní Police. Je zde evidováno 38 adres. Trvale zde žije 44 obyvatel.
Podlesí leží v katastrálním území Horní Police o výměře 6,03 km².

## Galerie

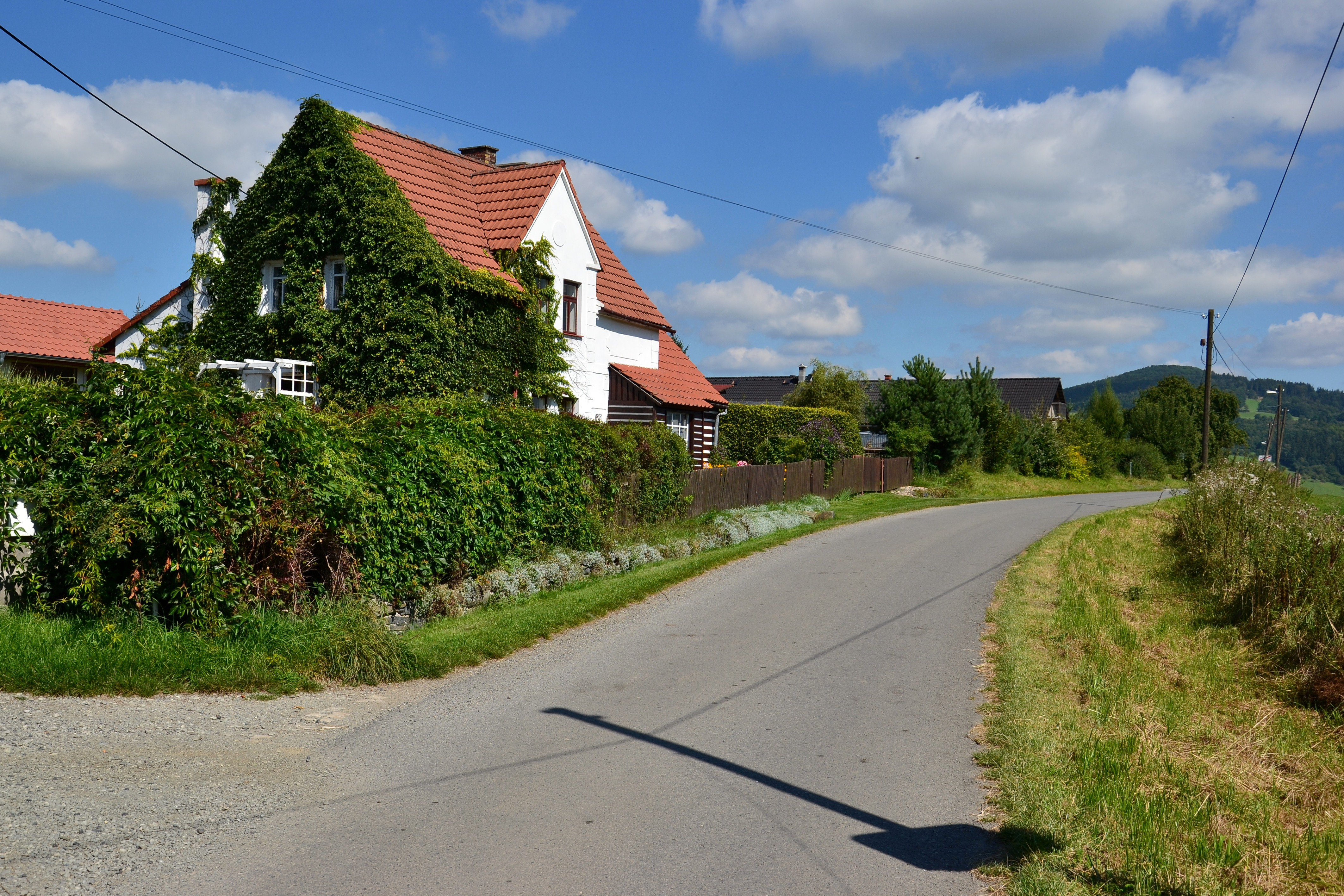
Dům čp. 29
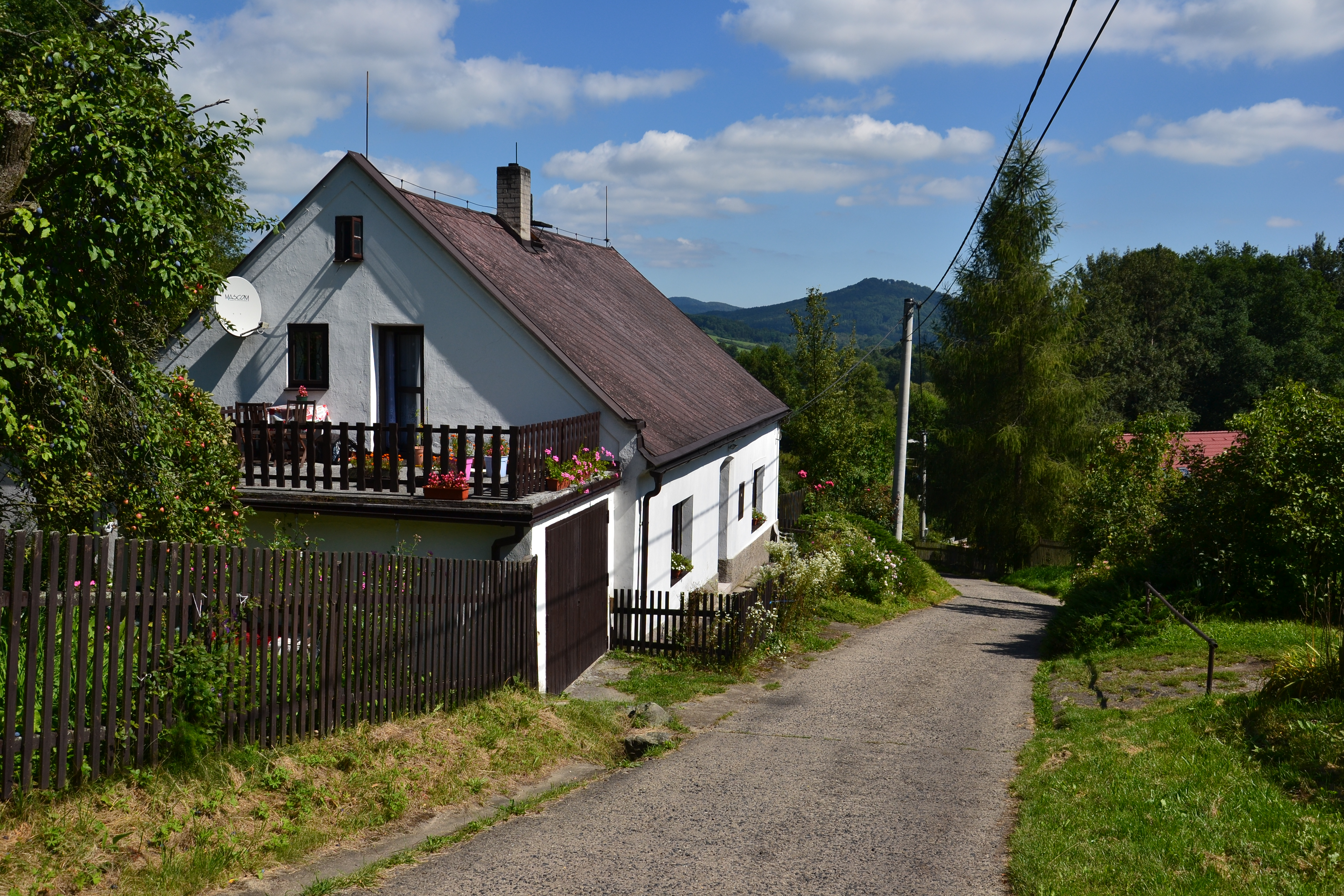
Dům čp. 39
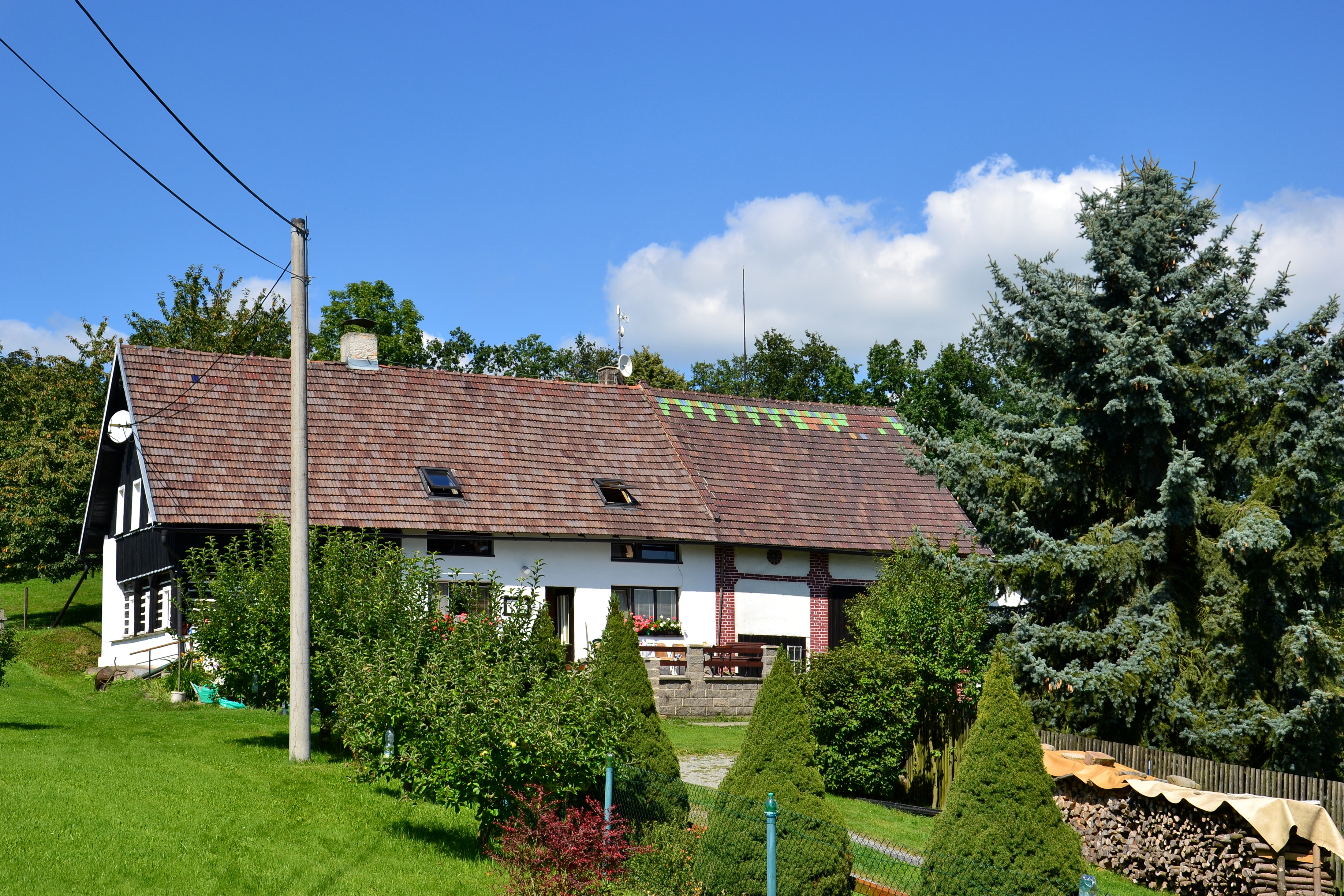
Dům čp. 9
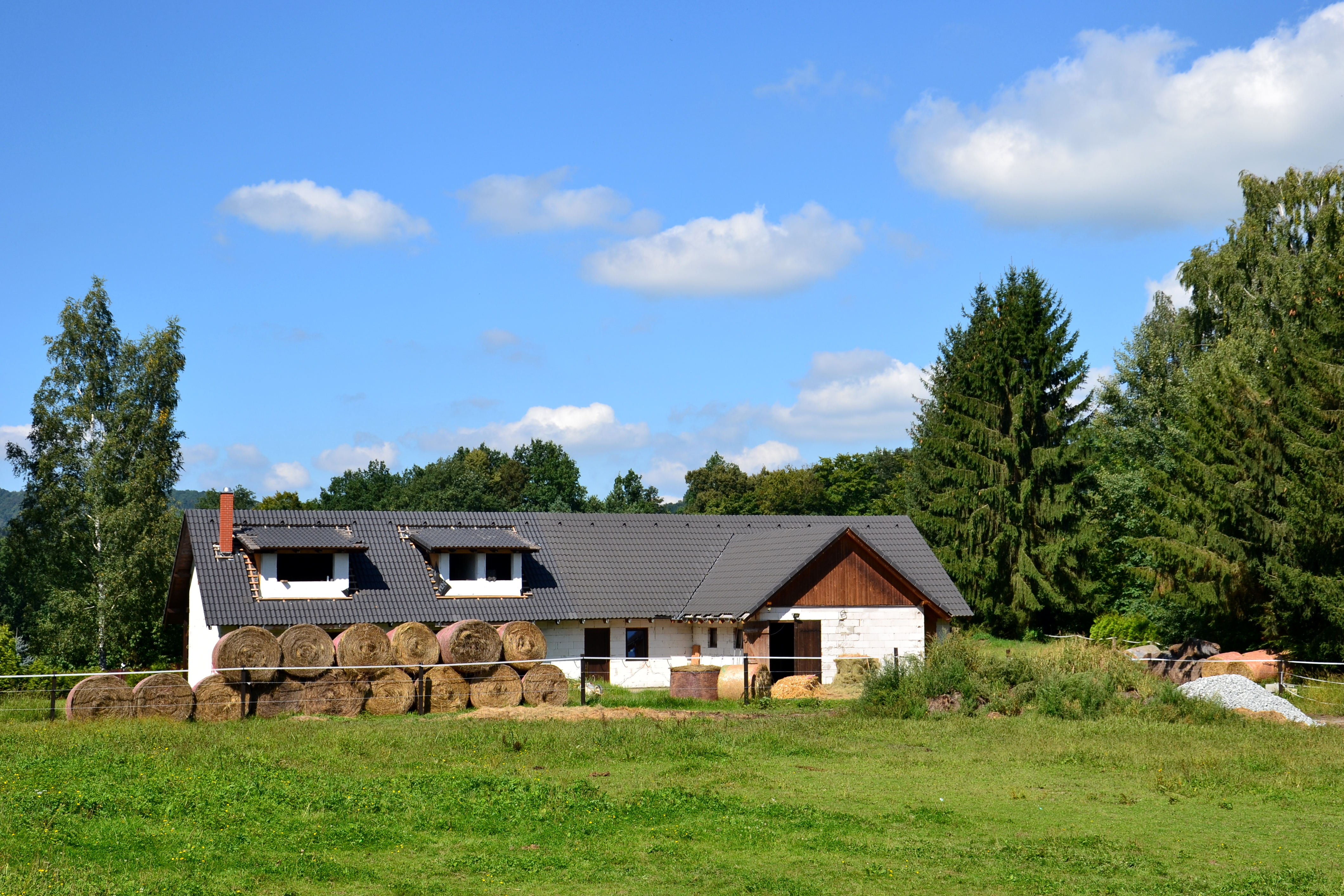
Jižní okraj vesnice